# Yondé (département)
Pour le village chef-lieu, voir Yondé.
Yondé est un département et une commune rurale de la province du Koulpélogo, situé dans la région du Centre-Est au Burkina Faso.
En 2003, le département comptabilisait 25 261 habitants.
En 2006, il comptabilisait 26 140 habitants.

## Villages
Le département et la commune rurale de Yondé est administrativement composé de vingt-quatre villages, dont le village chef-lieu homonyme (données de population consolidées issues du recensement de 2006) :
- Baoghin (648 habitants)
- Boussirabogo (2 948 habitants)
- Dabogo (848 habitants)
- Dazinré (365 habitants)
- Foulbado-Mossi (387 habitants)
- Gnanghin (1 084 habitants)
- Gnogzinsé (697 habitants)
- Kamseogo (1 416 habitants)
- Kamseogo-Peulh (108 habitants)
- Kidibi (1 092 habitants)
- Koadiga (853 habitants)
- Kondogo (1 068 habitants)
- Loumé (899 habitants)
- Napenga (952 habitants)
- Niorgo-Yanga (590 habitants)
- Nobsgogo (87 habitants)
- Pogoyoaga (1 209 habitants)
- Salembaoré (4 381 habitants)
- Welguemsibou (937 habitants)
- Wobgo (548 habitants)
- Yactibo (1 044 habitants)
- Yondé (3 438 habitants), chef-lieu
- Yondé-Peulh (157 habitants)
- Yorghin (384 habitants)